# Pesaro
Pesaro (, AFI: /ˈpezaro/, Pesre in dialetto gallo-piceno e in romagnolo) è un comune italiano di 95 405 abitanti, capoluogo della provincia di Pesaro e Urbino nelle Marche. È la seconda città più popolosa della regione, dopo Ancona.
Affacciato sul Mare Adriatico e attraversato dal fiume Foglia già Isauro, nome da cui la città potrebbe aver preso il nome, Pesaro è un centro balneare e industriale situato tra due colline costiere: il San Bartolo e l'Ardizio; il suo centro storico è ricco di elementi di interesse, specie del periodo rinascimentale. La città ha un comprensorio urbano che si estende al di là dei confini comunali e ingloba diversi altri comuni quali Montelabbate, Vallefoglia e Mombaroccio.

## Geografia fisica

### Territorio
Pesaro si affaccia sul mare Adriatico, con l'abitato che si estende nella zona compresa tra i due colli costieri principali: il Colle Ardizio a sud-est e il Colle San Bartolo a nord-ovest, il quale è sede dell'omonimo Parco naturale regionale del Monte San Bartolo.
Pesaro possiede una spiaggia sabbiosa suddivisa in tre aree: il litorale della baia Flaminia (a ridosso del colle San Bartolo), il settore di Ponente nella zona centrale e il settore di Levante che dalla Piazza della Libertà si estende lungo le pendici del colle Ardizio fino alla località di Fosso Sejore.
Dal 2005 la città è premiata con la Bandiera Blu, premio annuale conferito dalla FEE per riconoscere i comuni che soddisfano i criteri di ottima qualità delle acque di balneazione e del servizio offerto. Dal 2016 Pesaro è stata insignita anche della prestigiosa "Bandiera Verde", riconoscimento ufficiale dell'Associazione dei Pediatri Italiani, per quelle località balneari che presentano le caratteristiche ideali a misura di famiglia per la miglior vivibilità dei bambini.
Il fiume principale che attraversa la città è il Foglia, che partendo dall'Appennino umbro-marchigiano scorre nella zona settentrionale dell'agglomerato urbano per poi sfociare accanto al porto di Pesaro. Nella zona più a sud è invece presente il torrente Genica, un piccolo corso d'acqua in parte cementificato, che un tempo fungeva da canale di scolo per la città.
Nell'entroterra, lungo il Foglia, è presente una modesta distesa pianeggiante che si restringe in prossimità dell'Appennino formando la valle del Foglia.

### Clima
Pesaro, secondo la classificazione di Köppen, è compresa nella zona climatica C (clima temperato). In base alla vegetazione rientra nella fascia submediterranea calda, dei querceti caducifogli di roverella con presenze di leccio, una quercia sempreverde.
Secondo la classificazione climatica dei comuni italiani è compresa nella zona climatica D (l'accensione dei caloriferi è consentita dal 1º novembre al 15 aprile per un massimo di dodici ore giornaliere).
Le stazioni meteorologiche principali sono due: quella dell'ASSAM a Villa Caprile e l'Osservatorio Valerio, fondato nel 1861 e ancora oggi in attività, situato nello storico parco degli Orti Giulii.
Il clima è di tipo subcontinentale. La presenza di alcuni rilievi collinari in zona riparano il circondario, in parte, dalle correnti di aria fredda provenienti da occidente, ma non c'è nessun riparo dai venti veramente freddi di nord-est (bora).
In inverno il clima è freddo e umido (la temperatura media del mese più freddo, gennaio, è generalmente compresa fra i 3 e i 4 °C) mentre d'estate è caldo e afoso.
La massima storica di 39,2 °C risale al 6 luglio 1950, mentre la minima assoluta di -15,2 °C venne registrata il 16 febbraio 1940.
I temporali sono concentrati principalmente nel periodo autunnale. Le nevicate sono rare e non creano problemi alla circolazione.
| Pesaro                             | Mesi  | Mesi  | Mesi  | Mesi   | Mesi  | Mesi  | Mesi  | Mesi   | Mesi   | Mesi   | Mesi  | Mesi  | Stagioni | Stagioni | Stagioni | Stagioni | Anno |
| Pesaro                             | Gen   | Feb   | Mar   | Apr    | Mag   | Giu   | Lug   | Ago    | Set    | Ott    | Nov   | Dic   | Inv      | Pri      | Est      | Aut      | Anno |
| ---------------------------------- | ----- | ----- | ----- | ------ | ----- | ----- | ----- | ------ | ------ | ------ | ----- | ----- | -------- | -------- | -------- | -------- | ---- |
| T. max. media (°C)                 | 6,8   | 8,7   | 12,4  | 16,5   | 20,8  | 25,0  | 27,7  | 27,1   | 23,5   | 18,4   | 12,8  | 8,5   | 8,0      | 16,6     | 26,6     | 18,2     | 17,4 |
| T. min. media (°C)                 | 0,9   | 1,9   | 4,6   | 7,9    | 11,8  | 15,7  | 18,0  | 17,8   | 15,0   | 10,9   | 6,5   | 2,6   | 1,8      | 8,1      | 17,2     | 10,8     | 9,5  |
| Precipitazioni (mm)                | 60    | 51    | 52    | 60     | 60    | 53    | 40    | 47     | 77     | 91     | 83    | 68    | 179      | 172      | 140      | 251      | 742  |
| Giorni di pioggia                  | 8     | 7     | 8     | 9      | 8     | 6     | 4     | 5      | 7      | 9      | 9     | 9     | 24       | 25       | 15       | 25       | 89   |
| Eliofania assoluta (ore al giorno) | 2,1   | 2,9   | 4,3   | 6,2    | 7,8   | 8,4   | 10,0  | 9,0    | 6,9    | 4,9    | 2,8   | 2,2   | 2,4      | 6,1      | 9,1      | 4,9      | 5,6  |
| Vento (direzione-m/s)              | W 3,7 | N 3,6 | N 3,4 | NE 3,2 | E 2,9 | E 2,9 | E 3,0 | NE 3,0 | NE 3,1 | NE 3,2 | W 3,4 | W 3,6 | 3,6      | 3,2      | 3,0      | 3,2      | 3,3  |

## Storia
(Giulio Perticari, Sul teatro di Pesaro, p. 81, in Opere, Vol. II, a cura di Giansante Varrini, Tipografia Guidi all'Angora, Bologna, 1839)

### Età antica
Il nome della città, in latino Pisaurum, secondo alcuni deriva dal vecchio nome del fiume Foglia (Isaurus o Pisaurus). La tradizione erudita propone invece una paretimologia, ovvero che il toponimo sia derivato dal fatto che nella città Furio Camillo, vinti i Galli, abbia pesato l'oro (aurum in latino) che i barbari avevano trafugato da Roma.
Lo sviluppo della città risale all'Età del ferro, quando Pesaro era un villaggio piceno, come provano gli scavi effettuati nel centro della città nel 1977. Nel territorio circostante, d'altra parte, si trovava uno dei più importanti e antichi insediamenti piceni delle Marche: il villaggio di Novilara. Questo insediamento era tra i pochi, insieme a Numana ed Ancona, che si affacciavano sul mare. Lo scalo portuale di Novilara utilizzava la foce di un torrente.
Tra i reperti più noti e discussi rinvenuti nel territorio pesarese, c'è la stele di Novilara, in genere ritenuta picena e scritta in Lingua picena settentrionale. Essa è stata recentemente interpretata e tradotta come iscrizione greca arcaica, incisa in un alfabeto che con alcune variazioni era stato adottato da tutti i popoli d'Italia (Piceni, Sanniti, Etruschi, ecc.) tra il VI e II secolo a.C. Dalla reinterpretazione della stele si può dedurre che i greci, all'epoca della colonizzazione del Mediterraneo, si infiltrarono anche in queste aree (probabilmente nel VI-V secolo a.C.), interferendo con le precedenti popolazioni picene e probabilmente anche umbre ed etrusche.
Nel IV secolo a.C., nel corso dell'invasione celtica della penisola italiana, i Galli Senoni occuparono i territori settentrionali dei Piceni, e dunque anche la zona di Pesaro, sovrapponendosi alle etnie italiche del posto.
Sarà poi nel 184 a.C che si avrà l'effettiva costituzione di una colonia romana anche nel territorio pesarese, Pisaurum; a quell'epoca la parte settentrionale delle Marche era denominata dai romani Ager Gallicus o anche Ager Gallicus Picenus.
Dopo il passaggio del Rubicone e l'avvio della seconda guerra civile romana, Pisaurum fu tra le prime città ad essere occupate da Cesare (49 a.C.). Fu successivamente colonizzata nuovamente durante il secondo triumvirato da Cesare Ottaviano e Marco Antonio, diventando, durante l'Impero, castrum e centro economico posto sulla via Flaminia.
Curiosamente Strabone nella sua Geografia, edita intorno al 18 d.C., nella descrizione del territorio italico non cita Pesaro, mentre nomina Fano e da questa passa direttamente a Rimini; da ciò si deduce che Pesaro fosse un centro di minore importanza rispetto agli altri due.

### Età medievale
Distrutta da Vitige nel 539 d.C., venne ricostruita da Belisario e occupata dal 545 al 553 dai Goti. Dopo la caduta di Roma, Pesaro, con Rimini, Fano, Senigallia e Ancona, divenne una delle città della Pentapoli, alle strette dipendenze dell'Esarcato bizantino di Ravenna.
Nel 752 fu presa dai Longobardi che la tennero finché Pipino il Breve, re dei Franchi, non la donò nel 774 allo Stato della Chiesa dando inizio al plurisecolare dominio papale sulla città. Tal dominio fu però solamente nominale, poiché la città era governata sin dall'età carolingia da un rappresentante dell'Impero.
Nella prima metà del XII secolo il fiorente Comune seguì le sorti della parte imperiale durante le imprese italiane di Federico Barbarossa. Venne poi introdotto il governo podestarile nel 1182, ma già alla fine del secolo era soggetta, in quanto compresa nella Marca anconitana, al potere di Marquardo di Annweiler, vicario imperiale che, nonostante la durissima sconfitta inflitta all'esercito di Innocenzo III il 25 marzo 1198, dovette rinunciare alle sue mire di fronte all'azione militare della Chiesa cattolica, volta al recupero dei territori sottrattigli. Nel XIII secolo, ristabilito il Comune, passò per volere del papa Innocenzo III sotto il dominio degli Estensi, dal 1210 al 1216.
Per lungo tempo ghibellina, durante il regno di Federico II di Svevia, si ribellò all'Impero e aderì alla lega delle città guelfe della Marca che si trovavano in guerra nel 1259 con re Enzo. Nello stesso anno, Pesaro fu costretta all'obbedienza da Manfredi di Sicilia, ma alla sua morte nel 1266, tornò alla Chiesa.

### Età delle Signorie

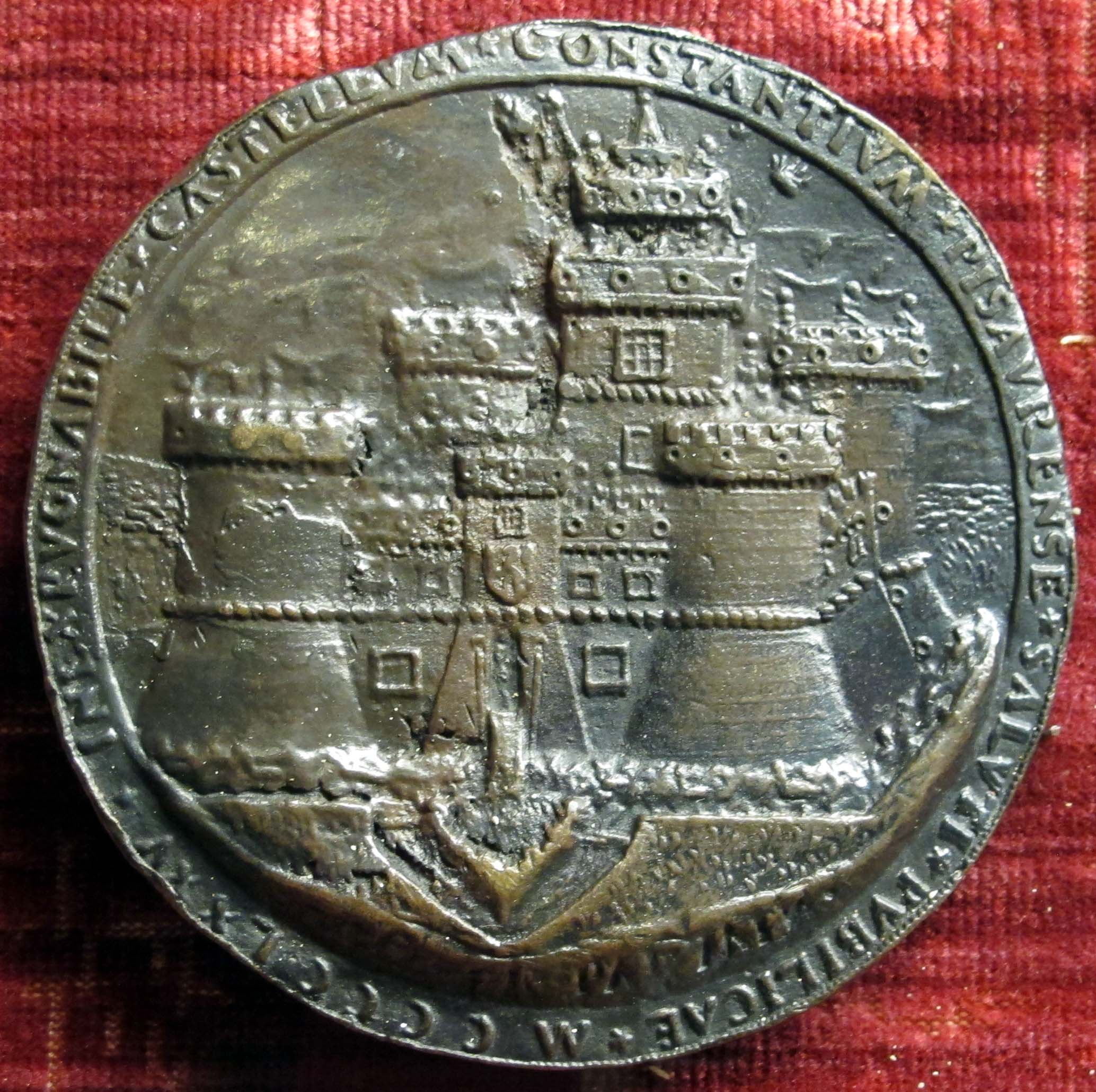
Il distrutto castello di Pesaro su una medaglia del 1475

Nel Rinascimento la città adriatica vide una successione di signorie: i Malatesta (1285-1445), gli Sforza (1445-1512) il cui dominio fu interrotto da Cesare Borgia dal 1500 al 1503 ed in seguito consegnata da papa Giulio II ai Della Rovere (1513-1631) con i quali era imparentato.
Dal punto di vista culturale, si segnala la fine del XIV secolo, con il trasferimento a Pesaro del ceramista forlivese Pedrinus Johannes a bocalibus, ossia Pierino Giovanni dai boccali (1396), che segna l'inizio di un fiorente mercato della ceramica. Tuttavia, il periodo di maggior fervore culturale fu durante il dominio dei Della Rovere, che avevano scelto Pesaro come sede centrale del loro Ducato. Nei primi anni del loro governo in città fu iniziata la costruzione di nuovi palazzi pubblici e privati e venne iniziata la costruzione di una nuova e più sicura cinta muraria, utile a difendersi anche da repentini attacchi provenienti dal mare.
Alla morte di Francesco Maria II della Rovere nel 1631, il Ducato tornò sotto dominio papale che fece di Pesaro sede cardinalizia. A quei tempi la città era molto più piccola e la costa era più arretrata, arrivando in corrispondenza dell'attuale "piazzale Primo Maggio".

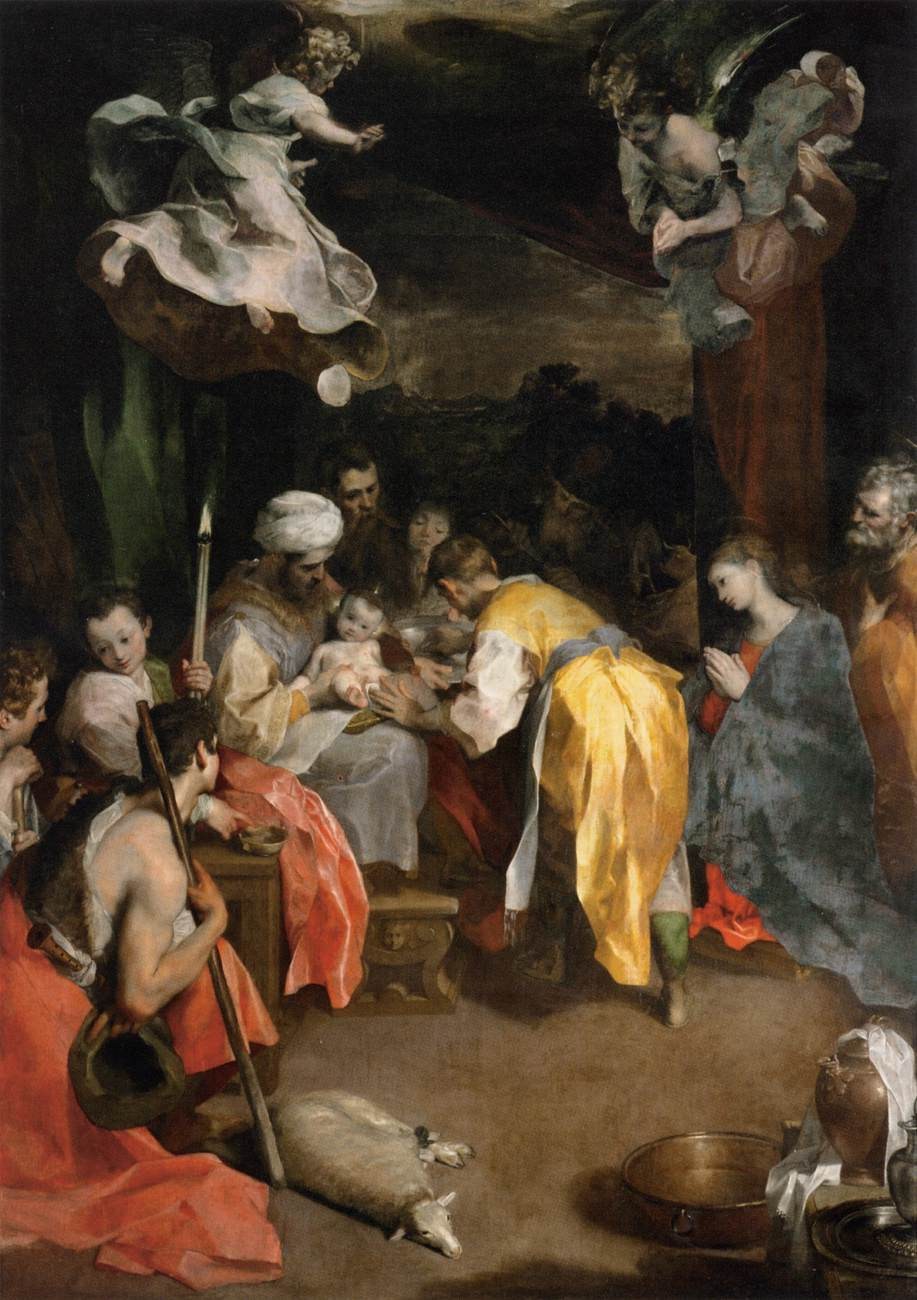
Circoncisione, Barocci originariamente presso la Chiesa nel nome di Dio a Pesaro, portata in Francia con le spoliazioni napoleoniche, oggi esposta al Louvre

### Età contemporanea
Nel 1799, durante l'occupazione napoleonica, contadini e sanfedisti presero d'assalto la città e la rocca strappandola per qualche mese alla guarnigione. Diverse furono le opere portate in Francia a causa delle spoliazioni napoleoniche in questo periodo. Delle 7 opere menzionate nel catalogo pubblicato nel Bulletin de la Société de l'art français del 1936 tra inviate da Pesaro in Francia nel 1796, solo 3 fecero ritorno, le altre rimasero in Francia, alcune, come la Circoncisione del Barocci andò al Louvre, La Vocazione di San Pietro a Bruxelles, L'annunciazione di Caravaggio a Nancy, il San Michele andò alle Pinacoteche Vaticane.
Il 28 aprile 1815, durante la guerra austro-napoletana, vi si combatté l'omonima battaglia tra l'Esercito del Regno di Napoli di Gioacchino Murat e le truppe austriache del generale Adam Albert von Neipperg. Gli austriaci misero in rotta i napoletani, che dovettero ritirarsi verso Ancona.
L'11 settembre 1860 fu occupata dal generale Enrico Cialdini e fu annessa allo Stato italiano in seguito al plebiscito del novembre 1860.

#### Anni 2020
Il 1º luglio 2020 ha incorporato il comune di Monteciccardo, dopo che gli abitanti di entrambe le città avevano approvato a maggioranza la fusione tra i due comuni in un referendum consultivo tenutosi il 19 gennaio 2020.

### Simboli
Guidobaldo II della Rovere, Duca di Urbino, alcuni giorni prima della sua morte (avvenuta a Pesaro il 28 settembre 1574) comunicò al Gonfaloniere della città: «Vi dono la mia rovere e voglio che sia posta nello stemma della Comunità sopra il quartiere bianco e rosso con quattro mani che si stringono tra esse e sorreggono la rovere, e sotto il motto "PERPETVA ET FIRMA FIDELITAS" (fedeltà salda e perenne) e voglio essere nominato Signore e Padre vostro».
Il municipio di Pesaro esaudì la volontà del Duca e modificò lo stemma della città aggiungendo sul "cartoccio" (il bordo dello scudetto) l'epigrafe «MUNUS. GUID. UB.[aldi] DE. RUVERE. PISAURI. D[omi]NI. ET. PATRIS.» (dono di Guidobaldo della Rovere Signore e Padre di Pesaro).
Lo stemma è stato riconosciuto con decreto del Capo del Governo del 20 dicembre 1938.
Il gonfalone è un drappo di bianco.

## Monumenti e luoghi d'interesse

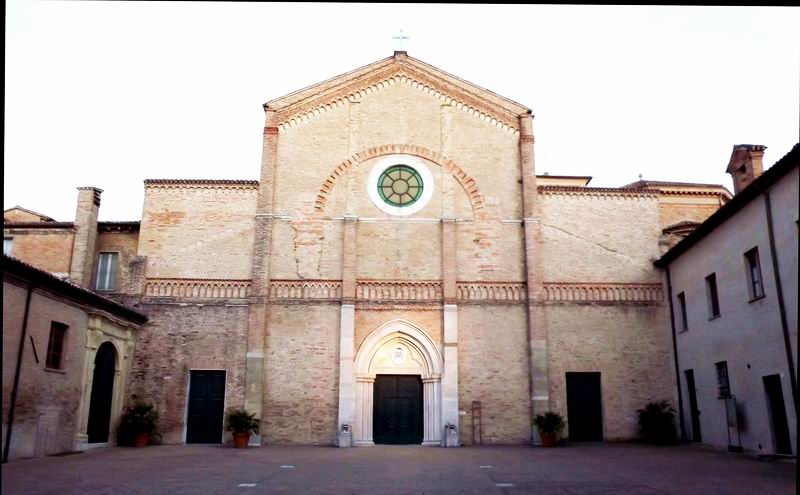
Cattedrale di Santa Maria Assunta

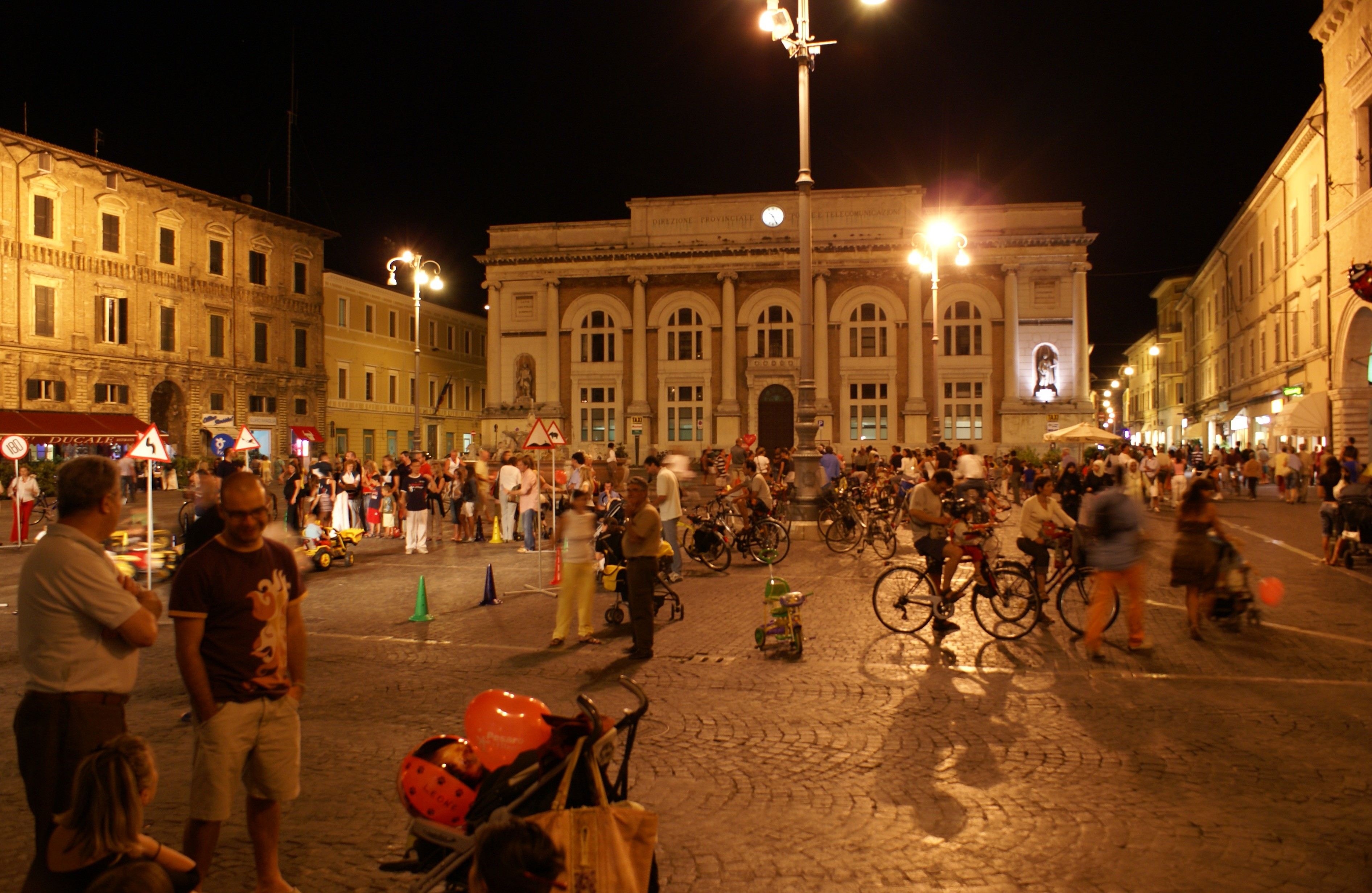
Veduta notturna di piazza del Popolo

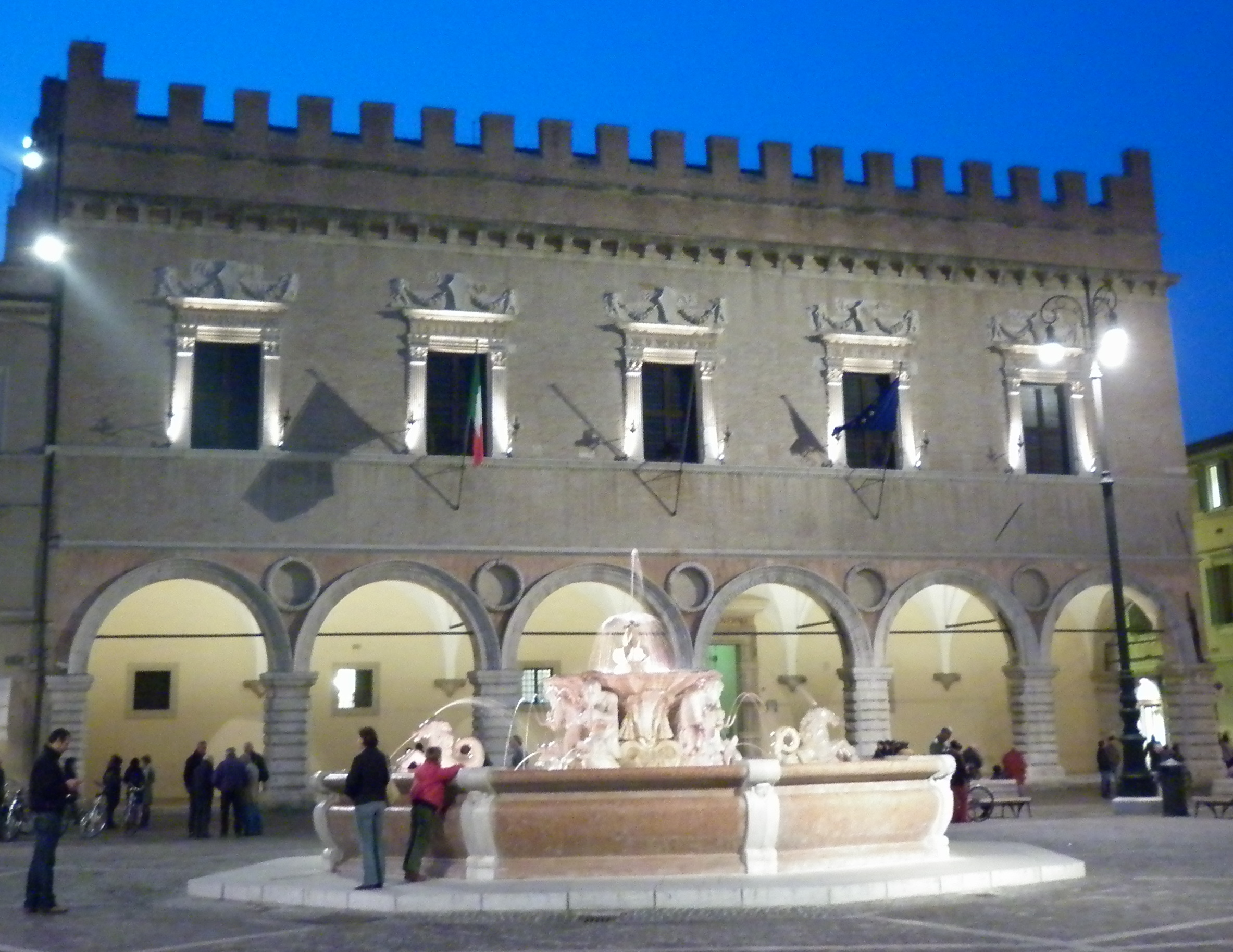
Palazzo Ducale di sera con la fontana in primo piano.

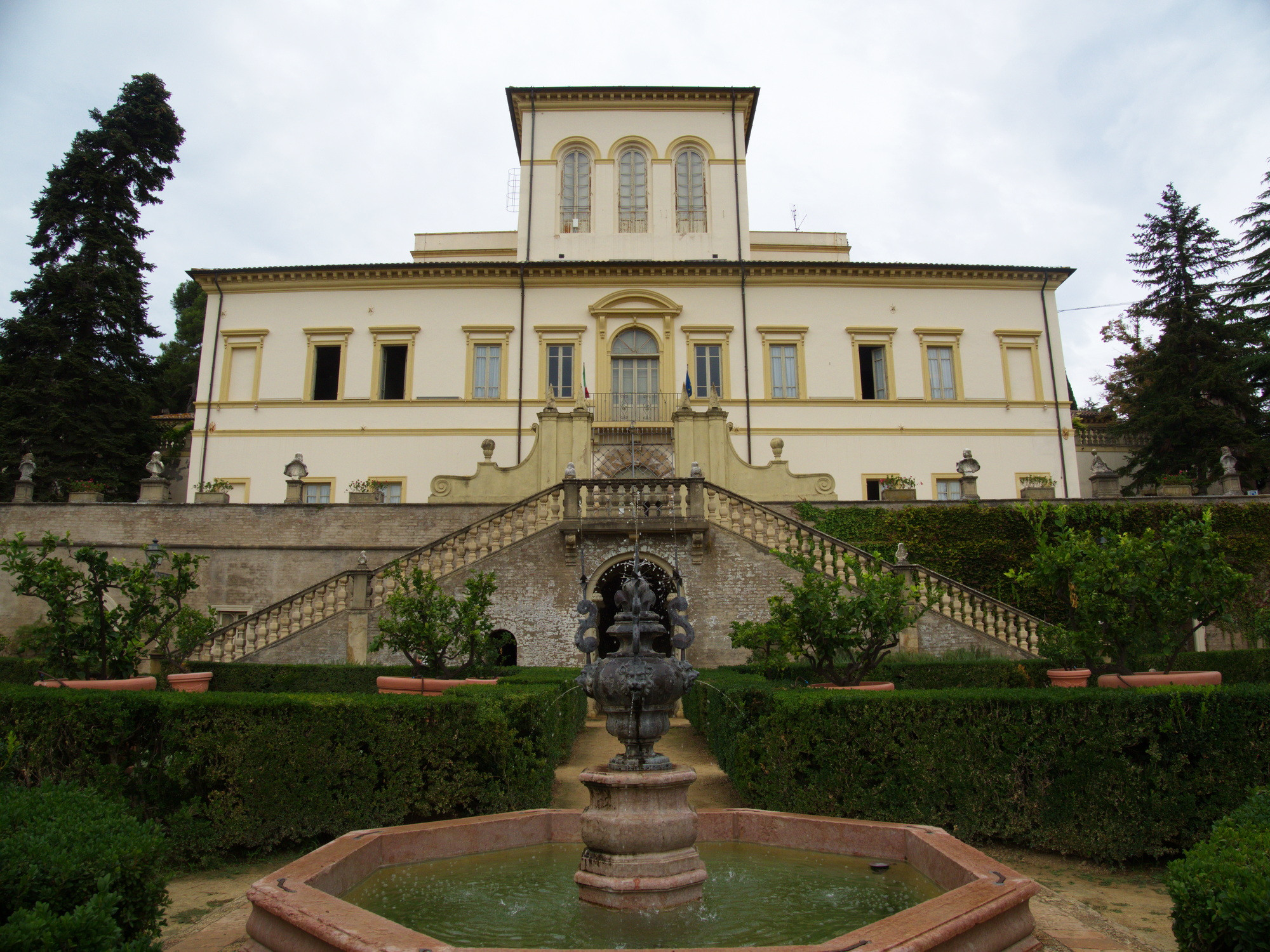
Villa Caprile

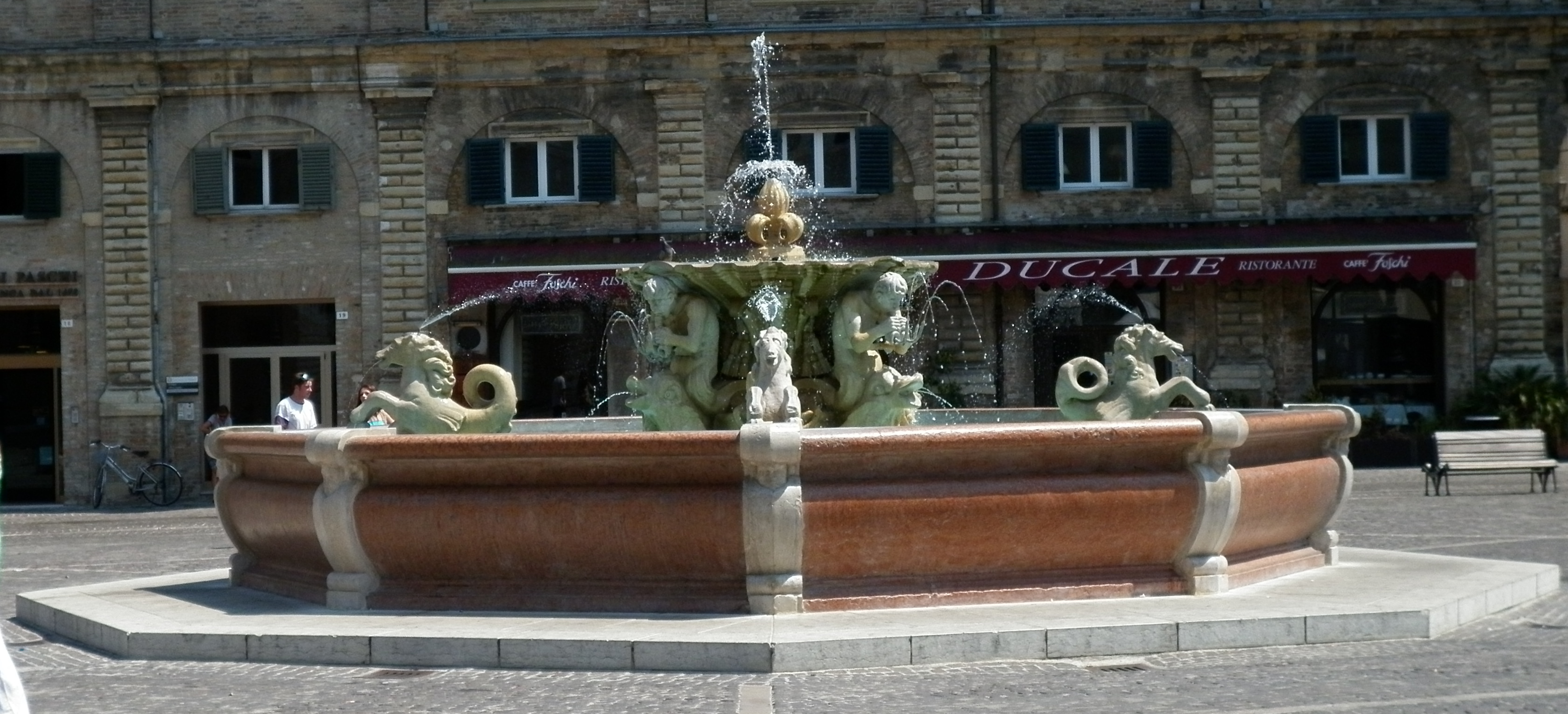
La Fontana di Piazza del Popolo detta "La Pupilla"

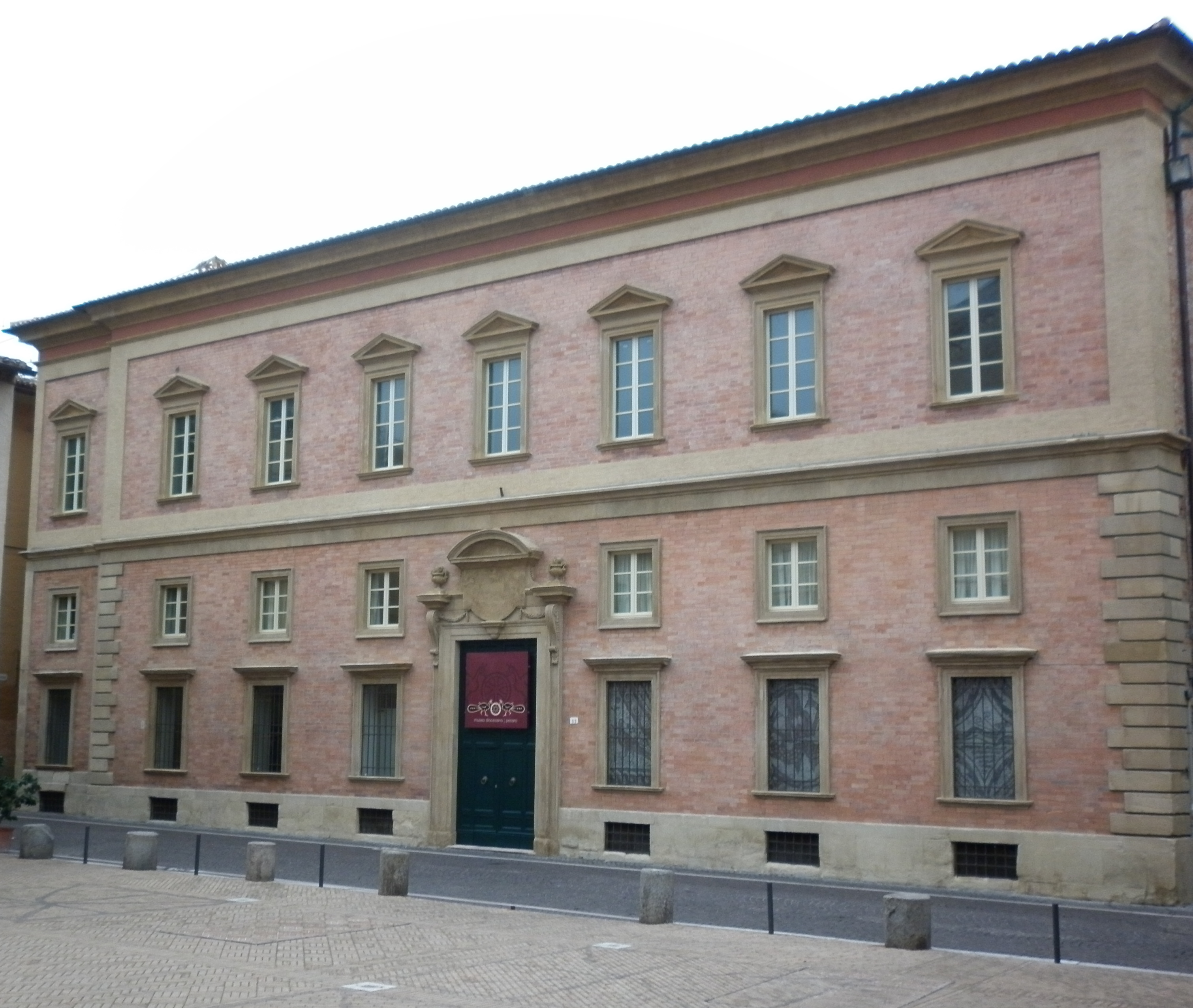
Palazzo Lazzarini, sede del Museo Diocesano

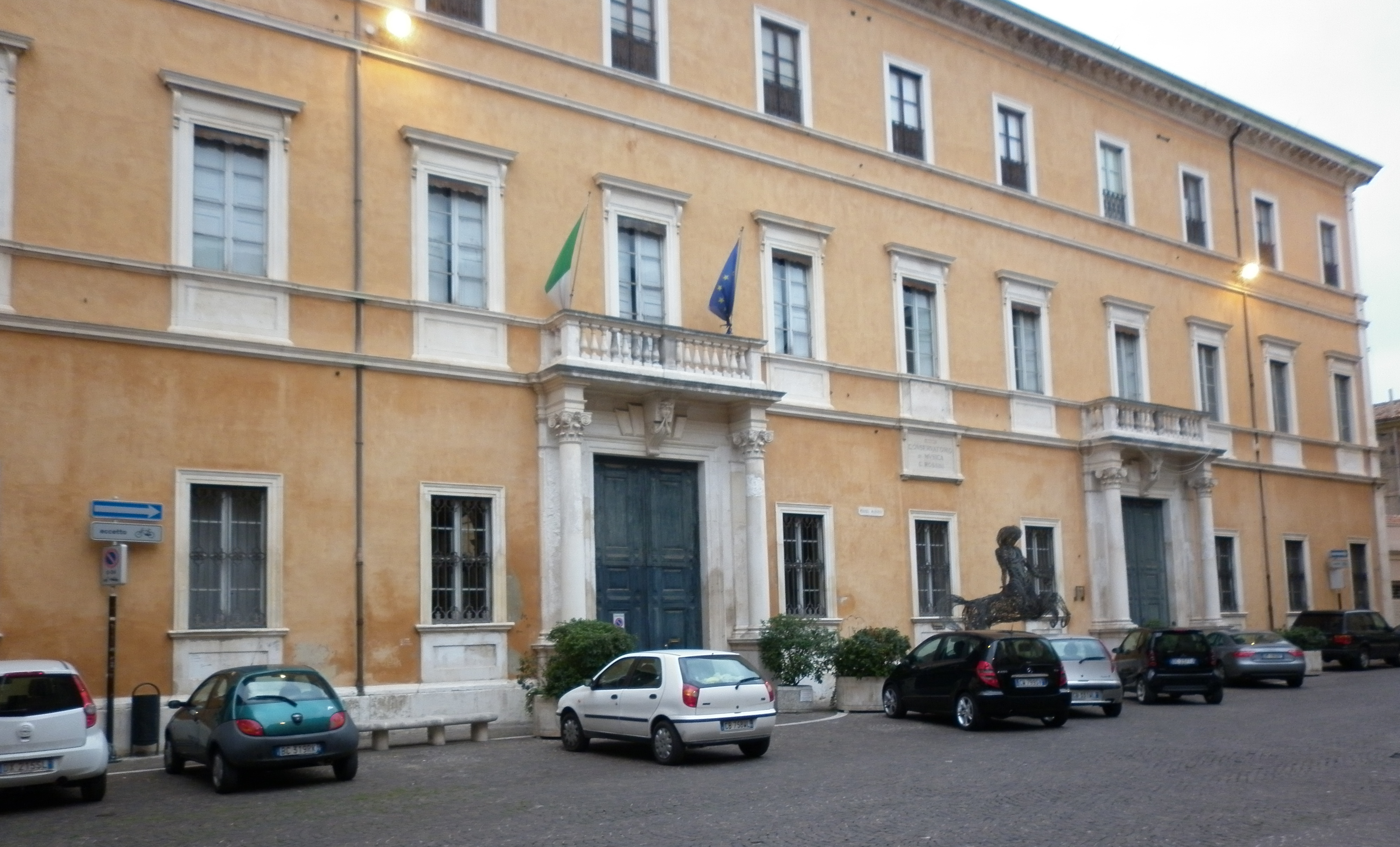
Palazzo Olivieri Machirelli, sede del Conservatorio Musicale "Rossini"

La Sfera Grande di Arnaldo Pomodoro

### Architetture religiose
- Cattedrale di Santa Maria Assunta
Venne eretta su resti di un edificio tardo-romano in età romanica. La facciata, in stile romanico-gotico è incompiuta: ha un semplice portale ogivale sovrastato da una fascia di archetti. Assai interessante il patrimonio musivo[40], anch'esso recentemente riportato all'originale splendore; è stata restaurata nel 2006.[41]
- Chiesa di Sant'Agostino
Edificata nel XIII secolo, molto rimaneggiata nel XV-XVI secolo e quasi rifatta nel '700. Conserva un notevole portale gotico-veneziano sulla facciata e importanti tele all'interno.
- Santuario della Madonna delle Grazie
Edificata nel XIII secolo dai Malatesta venne rifatta in forme barocche. Conserva il bel portale gotico della facciata.

Altri edifici:
- Basilica dei santi Decenzio e Germano, basilica minore[42]
- Chiesa di San Giuseppe
- Chiesa del Suffragio
- Chiesa di Santa Maria delle Fabbrecce
- Chiesa del Carmine
- Chiesa del Nome di Dio
- Chiesa dei Santi Cassiano ed Eracliano
- Chiesa del Sacro Cuore di Soria
- Chiesa della Santissima Annunziata
- Chiesa delle Zoccolette
- Chiesa di San Giovanni Battista
- Chiesa di San Giacomo
- Chiesa di Santa Lucia, al cui interno è una tela raffigurante San Carlo Borromeo già attribuita al Baglione, ma da assegnare probabilmente alla mano di Giovan Giacomo Pandolfi.[43]
- Chiesa di Santa Maria Maddalena
- Chiesa di Sant'Ubaldo
- Chiesa e convento dei Girolamini
- Monastero Serve di Maria
- Chiesa di Santa Maria del Porto
- Chiesa di Santa Madonna di Loreto
- Chiesa di San Martino Vescovo
- Santuario di Santa Maria dell'Arzilla
- Chiesa di Santo Stefano in Candelara
- Chiesa di San Pietro in Rosis, conserva all'interno una Madonna in gloria con i Santi Rocco e Francesco di Antonio Viviani.[44]
- Ex convento San Domenico
- Sinagoga

### Architetture civili
- Palazzo Ducale
Fu fatto erigere da Alessandro Sforza nella seconda metà del XV secolo. La facciata è costituita da un portico di sei arcate rette da pesanti pilastri a bozze e di un piano superiore con cinque finestre coronate di stemmi, festoni e putti. Il fianco destro (l'unico fianco visibile), ha l'arco terminale del portico gotico e, al piano superiore, due grandi finestre, simili a quelle frontali ma prive di coronamento.[45] Adesso funge da sede della Prefettura.
- Casa natale di Gioachino Rossini
Situata a pochi metri dal Palazzo Ducale, è fiancheggiata da due tipiche botteghe del settecento. All'interno della casa è stato realizzato un museo, Casa Rossini, dedicato al compositore, consistente in una raccolta di manifesti, stampe, ritratti. All'interno del museo è conservata anche la sua spinetta.[46][47]
- Villa Caprile, conosciuta per i giardini all'italiana e i suoi giochi d'acqua, è l'attuale sede dell'Istituto Tecnico Agrario "A. Cecchi". In passato, fu residenza estiva della famiglia Mosca.
- Villa Imperiale
Situata sul colle San Bartolo, fu edificata nel XV secolo ed ampliata nel secolo successivo. Le sale sono decorate da autori di notevole rilievo, quali: il Bronzino, Francesco Menzocchi, Raffaellino del Colle.
- Villa Cattani Stuart
Villa del XVII secolo situata tra le colline di Trebbiantico, a 5 chilometri dal centro di Pesaro. Famosa per i tre giardini all'italiana e per le sale contenenti gli affreschi di Niccolò Berrettoni.
- Ex Opificio Benelli
Sede del Museo Officine Benelli gestito dal Moto Club "Tonino Benelli" e dal Registro Storico Benelli. Unico esempio cittadino di archeologia industriale del XX secolo.

- Casa di Pandolfo Collenuccio
- Centro Arti Visive Pescheria
- Ex ospedale psichiatrico San Benedetto
- Palazzo Almerici
- Palazzo Amadori
- Palazzo del Monte
- Palazzo Barignani
- Palazzo Baviera
- Palazzo Biondelli
- Palazzo Ceccolini
- Palazzo Ciacchi
- Palazzo Cinelli
- Palazzo comunale
- Palazzo Ferroni
- Palazzo Fronzi Spada
- Palazzo Giungi
- Palazzo Gradari
- Palazzo Lazzarini
- Palazzo Mamiani Gradari
- Palazzo Mazzolari Mosca
- Palazzo Montebarocci
- Palazzo Muccioli
- Palazzo Montani Antaldi
- Palazzo Olivieri Machirelli
- Palazzo Passeri Giovannelli
- Palazzo Perticari
- Palazzo Tombesi
- Palazzo Toschi Mosca
- Palazzo Leonardi
- Palazzo Giovanelli
- Palazzo Gabrielli
- Palazzo Leuchtenberg Ricci
- Palazzo Scattolari
- Palazzo Vaccaj Cecchi
- Registro storico Benelli
- Villa Vismara Currò (ex Villa Ciacchi)
- Villa Almerici (ex Berloni)
- Villa Antaldi (ora Baratoff)
- Villa Caprile (o Villa Mosca)
- Villa Guerrini
- Villa Mamiani
- Villa Miralfiore
- Villa Molaroni
- Villa Montani
- Villa Montebarocci
- Villa Olivieri
- Villa Serena
- Villa Torraccia
- Villa Ugolini
- Villino Ruggeri
- Villino Mengaroni
- Villa Vismara (ex Villa Almerici)

### Architetture militari
- Rocca Costanza, opera quattrocentesca a pianta quadrata, rafforzata da torrioni cilindrici, e cinta da un ampio fossato, già adibita a carcere;[48] nel 1528 il duca di Urbino Francesco Maria I della Rovere vi aveva tenuto prigioniero Ercole da Varano, pretendente al trono ducale di Camerino.[49] Nel 2004 la Rocca ha ricevuto una serie di interventi di restauro del suo complesso monumentale. Alcuni di questi interventi sono stati realizzati anche grazie ai fondi del Gioco del Lotto, in base a quanto regolato dalla legge 662/96.[50] Il complesso è stato utilizzato come carcere fino al 1989.
- Porta Rimini – mura roveresche

### Altro
- Campana civica
- Fontana del Porto "La Foglietta"
- Fontana del Trebbio "Fonte Rossa"
- Fontana dell'Obelisco del Porto
- Fontana dei Tritoni o "La Pupilla" di Piazza del Popolo
- Monumento a Giuseppe Garibaldi (1891) di Ettore Ximenes
- Monumento a Terenzio Mamiani (1896) di Ettore Ferrari
- Monumento ai caduti della Resistenza
- Piazzale della Libertà
- Sfera Grande (o "La palla di Pomodoro")

### Siti archeologici
- Acquedotto romano di Pesaro [51] [52].
- Colombarone - Area archeologica.
- Il lucus Pisaurensis, il bosco sacro pesarese.
- Mosaici della Cattedrale.
- Domus di via dell'Abbondanza.
- Necropoli picena di Novilara.

## Società

### Evoluzione demografica
Abitanti censiti

La popolazione residente, secondo il censimento ISTAT del 2011, risultava essere quantificata in 94 237 abitanti.

### Etnie e minoranze straniere
Al 31 dicembre 2023 gli stranieri residenti nel comune erano 7 387, ovvero il 7,34% della popolazione. Di seguito sono riportati i gruppi più consistenti:
- Romania, 1 626
- Moldavia, 724
- Ucraina, 693
- Sri Lanka, 517
- Perù, 475
- Albania, 457
- Marocco, 287
- Perù, 475
- Cina, 232
- Pakistan, 215

### Istituzioni, enti e associazioni

#### Sanità
Fino al 2009 la città è stata dotata di un'azienda ospedaliera: l'azienda ospedaliera "San Salvatore". Dal 2009 viene istituita, con legge regionale, l'azienda ospedaliera "Ospedali Riuniti Marche Nord", che ha incorporato "San Salvatore" (Pesaro) e "Santa Croce" (Fano).
I due ospedali della città sono l'Ospedale Centrale e l'ospedale nel quartiere Muraglia. L'ospedale Centrale rientra tra gli ospedali italiani ad alta specializzazione.
L'amministrazione regionale ha da anni avviato un intenso dibattito con i comuni interessati per la creazione di un nuovo polo ospedaliero che copra l'intero bacino della città di Pesaro e della vicina Fano. Al termine del 2016 il progetto è stato confermato dal governatore della regione, Luca Ceriscioli, in concomitanza con la scelta definitiva del luogo in cui sorgerà il nuovo nosocomio, ovvero l'area sud di Pesaro (quartiere Muraglia) tramite un'espansione del già presente secondo ospedale cittadino. L'ospedale Centrale di Pesaro e il più piccolo Santa Croce di Fano non verranno soppressi, ma continueranno ad essere attivi come centri di pronto soccorso e medicina d'urgenza.

## Cultura

Un celebre esempio di arte picena: la stele figurata proveniente dalla zona di Novilara, con scena di battaglia navale (Museo Oliveriano)

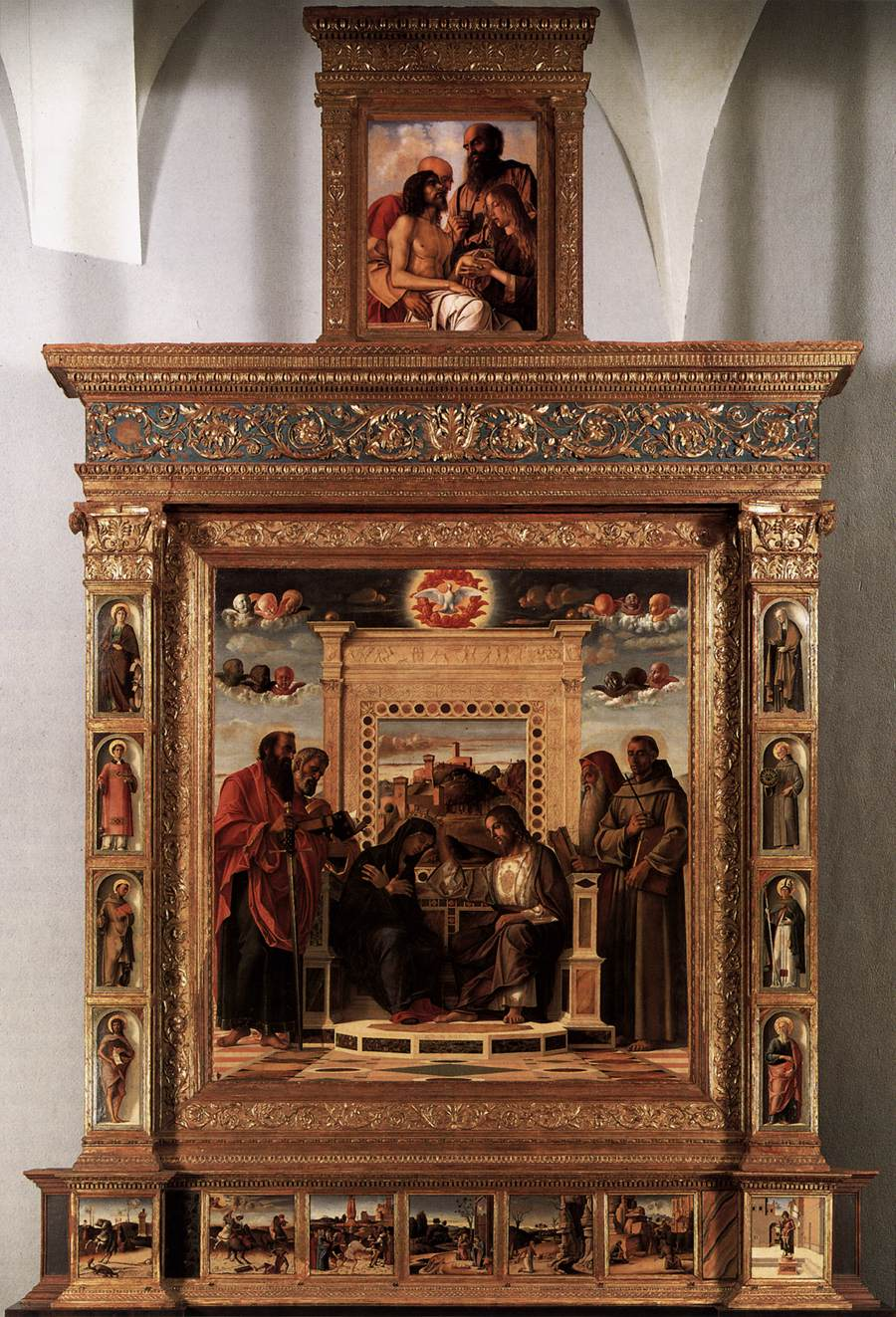
Giovanni Bellini, la Pala di Pesaro (Musei Civici)

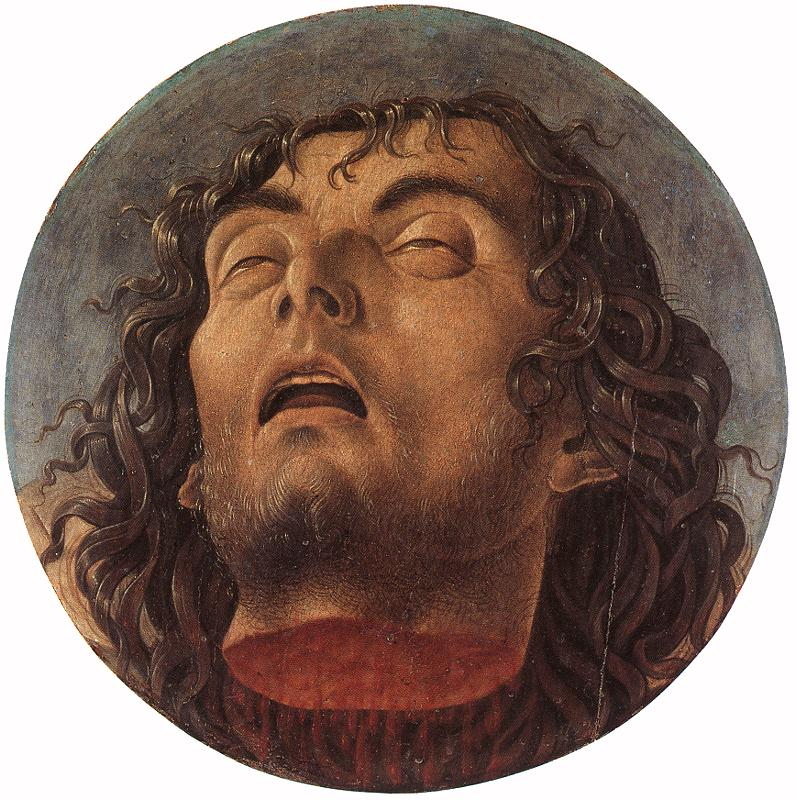
Marco Zoppo (attr.), Testa di San Giovanni Battista (Musei Civici)

Pesaro è stata proclamata "Capitale italiana della cultura 2024" il 16 marzo 2022. Lo ha annunciato a Roma il Ministro Dario Franceschini, alla presenza dei sindaci delle dieci città finaliste, Proclamata vincitrice all'unanimità dalla Commissione del Ministero della Cultura, Pesaro ha prevalso grazie a un progetto culturale che valorizzando un territorio già straordinariamente ricco di testimonianze storiche e preziosità paesaggistiche e ambientali, propone azioni concrete attraverso le quali favorire integrazione, innovazione e sviluppo socioeconomico.
La cerimonia inaugurale dell’anno di Pesaro Capitale italiana della Cultura 2024 si è svolta il 20 gennaio presso la Vitrifrigo Arena ed è stata presentata da Paolo Bonolis con il discorso di apertura del Presidente della Repubblica Sergio Mattarella.
Tra gli eventi più attesi per la città l’inaugurazione del rinnovato Auditorium di Pesaro, l’ex palazzetto dello sport costruito nel 1956, luogo che ha visto celebrare i fasti della squadra di basket Scavolini. Durante la serata, presentata dalla giornalista Silvia Sacchi, è intervenuto Valter Scavolini, presidente della storica squadra di basket Scavolini Pesaro, che negli anni ’80 vinse due scudetti, due Coppe Italia e una Coppa delle Coppe della pallacanestro maschile.

### Biblioteche e archivi
- Archivio di Stato.
- Biblioteca d'Arte dei Musei Civici.
- Biblioteca Oliveriana, che conserva importanti manoscritti e incunaboli.
- Biblioteca San Giovanni.
- Archivio Fototeca Associazione Nazionale Partigiani Italia.
- Archivio dell'osservatorio "Valerio".

### Musei
- I musei civici, in piazzale Toschi-Mosca, comprendono la Pinacoteca e il Museo delle ceramiche. Nel cortile d'ingresso si trova la Medusa, opera tardo-liberty del ceramista Ferruccio Mengaroni. La Pinacoteca conserva anche la Testa del Battista e la Pala di Pesaro, di Giovanni Bellini
- Museo Nazionale Rossini, inaugurato nel 2019, situato al piano nobile di Palazzo Montani Antaldi[68]
- Museo diocesano di Pesaro, in via Rossini di fronte alla Cattedrale, conserva reperti storici molto antichi della presenza cristiana dell'area, tra cui il celebre sarcofago di San Decenzio di epoca longobarda e frammenti di mosaici paleocristiani del IV secolo.
- il Museo archeologico oliveriano, che custodisce preziosi pezzi archeologici, specie provenienti dalla necropoli picena di Novilara.
- Centro arti visive Pescheria, museo di arte contemporanea che, dal 2002, è parte dell'AMACI, organismo che riunisce 25 fra i più importanti musei italiani.[69]
- Museo Officine Benelli e Mototeca Storica Marchigiana (Sede del Moto Club "Tonino Benelli" e del Registro Storico Benelli), ricavato in una piccola porzione dell'originario stabilimento in Viale Mameli.

Altri musei sono:
- Casa Rossini
- Museo del mare Washington Patrignani
- Museo Montaccini di Arte Grafica
- Museo della bicicletta
- Museo delle ceramiche
- Museo delle ceramiche artistiche dell'Istituto d'Arte F. Mengaroni
- Museo Morbidelli
- Casa Gentiletti[70]

### Musica
Pesaro è la città natale del compositore Gioachino Rossini, di cui è visitabile la casa-museo Rossini ed al quale sono intitolati un frequentatissimo conservatorio, l'omonimo teatro e il Museo Nazionale dedicato alla sua figura; inoltre, dal 1980, vi si svolge tutte le estati il Rossini Opera Festival che richiama appassionati della lirica da tutto il mondo.
Per il numero di eventi legati alla cultura rossiniana, Pesaro ha ottenuto nel 2017 il prestigioso riconoscimento di Città creativa per la Musica dall'UNESCO, titolo per il quale si era candidata nel 2015 con il sostegno ufficiale della Presidenza del Consiglio dei Ministri e del Ministero dei Beni Culturali.
In occasione dell'anniversario dei 150 anni dalla morte di Rossini, nel 2018, è stato installato un impianto di filodiffusione per trasmettere le sinfonie rossiniane tra le vie del centro storico.

### Cucina
La cucina pesarese può vantare molte specialità, alcune delle quali tipicamente legate al nome del grande compositore Rossini:
- i cannelloni alla Rossini[75];
- le olivette di vitello, specie di involtini con prosciutto e basilico, prediletti da Rossini[75];
- la pasticciata alla pesarese, un particolare tipo di carne in umido[75];
- i cappelletti alla pesarese[76];
- i passatelli (in brodo o asciutti), grossi e ruvidi spaghettoni, preparati con pangrattato, parmigiano grattugiato, uova, noce moscata e scorza di limone.
- il brodetto di pesce alla pesarese, molto meno noto degli altri brodetti marchigiani, ma non per questo meno importante[77]
- la Cresc'taiat alla pesarese (chiamata anche patacuc), quadretti di farina di mais e grano serviti con robusto sugo di fagioli[78];
- Tagliatelle sa’ l sgagg (con pancetta o lardo)
- la pizza Rossini, dedicata al celebre compositore Gioachino, fatta con la base della pizza Margherita ma con l'aggiunta di uova sode e maionese[79].

### Cinema
Dal 1965 si svolge annualmente a Pesaro la Mostra del Nuovo Cinema, uno dei più importanti festival cinematografici italiani e tra le principali manifestazioni internazionali dedicate al cinema sperimentale e di ricerca.

## Geografia antropica

### Frazioni
- Borgo Santa Maria
- Candelara
- Case Bruciate
- Casteldimezzo
- Cattabrighe
- Colombarone
- Fiorenzuola di Focara
- Ginestreto
- Monteciccardo
- Novilara
- Ponte Valle
- Pozzo Alto
- Santa Maria dell'Arzilla
- Santa Marina
- Santa Veneranda
- Trebbiantico
- Tre Ponti
- Villa Ceccolini
- Villa Fastiggi

### Altre località del territorio
Altre località rilevanti sparse per il territorio comunale di Pesaro sono: Arzilla di Novilara, Babbucce, Ca' Lepri, Case Bertulli, Case la Valle di Tresole, Case Monteromanesco, Cerreto, Chiusa di Ginestreto, Chiusa Nuova, Ferrata Nord, Ghetto di Roncaglia, Ghetto di Trebbiantico, La Colombaraccia, La Siligata, Le Logge, Molino Bellucci, Ponte Tavollo, Roncaglia, San Donato, Sminatori, Trebbio della Sconfitta, Tresole, Valle di Ginestreto.

## Economia
Pesaro è un importante centro turistico grazie alle spiagge, ai monumenti ed alle iniziative culturali che vi si svolgono annualmente ma è soprattutto una città industriale. L'area industriale della città è caratterizzata da un forte sviluppo e, attualmente, occupa quasi tutta la valle del fiume Foglia, e una cospicua parte dei colli circostanti.

### Industria
L'industria manifatturiera rappresenta la principale attività produttiva della città. In particolare il distretto del mobile è uno dei sistemi produttivi locali più rinomati, terzo per giro d'affari dopo i distretti della Brianza e dell'Alto Livenza.
Nel distretto di Pesaro si produce il 7% dei mobili italiani, percentuale che sale al 14-15% per quanto riguarda le cucine componibili, grazie ad aziende leader del settore come Scavolini, Berloni e Febal. È inoltre la sede di aziende d’importanza nazionale e internazionale come Biesse, Benelli, Morbidelli, Renco, Rivacold, Pica, Scavolini.
Settore storico per l'economia pesarese è quello dei motori e delle motociclette in particolare. Tra le aziende più importanti (del presente e del passato) troviamo Benelli, TM, MotoBi, Andreani Group. Per l'importante contributo in questo campo, Pesaro ha meritato il titolo di Città dei motori.

### Artigianato
Pesaro vanta inoltre un'antica tradizione della maiolica, testimoniata anche dalla ricca collezione dei musei civici pesaresi.
Sempre per quanto riguarda l'artigianato, Pesaro è rinomata per la lavorazione del rame, finalizzata alla decorazione di edifici e luoghi di culto di tutto il mondo, per quella del ferro battuto e infine per quella orafa.

## Infrastrutture e trasporti

### Strade
Pesaro è attraversata dall'Autostrada A14 a tre corsie, alla quale attualmente si può accedere dal casello "Pesaro-Urbino". È in progetto un secondo casello, denominato "Pesaro Sud", che verrà costruito nella zona centro-sud della città (Santa Veneranda), da realizzarsi entro la fine del 2023.
Le altre strade principali di collegamento consistono nella statale Adriatica SS16, lungo l'asse costiero, e nella strada Montelabbatese, lungo la valle del Foglia, che collega Pesaro con Urbino.
Nel 2012 è stato realizzato il 3º lotto della cosiddetta Interquartieri, la piccola tangenziale della città, che collega in poco tempo il quartiere Baratoff (zona sud di Pesaro) con la Torraccia (zona nord-ovest). Il progetto prevede un ulteriore 4º lotto, da realizzarsi come opera compensativa da parte di Autostrade per l'Italia parallelamente agli interventi per il secondo casello, che collegherà il tratto esistente con il quartiere Montegranaro (zona sud-est di Pesaro) e l'ospedale di Muraglia, andando così a completare il semicerchio intorno alla città.

### Piste ciclabili

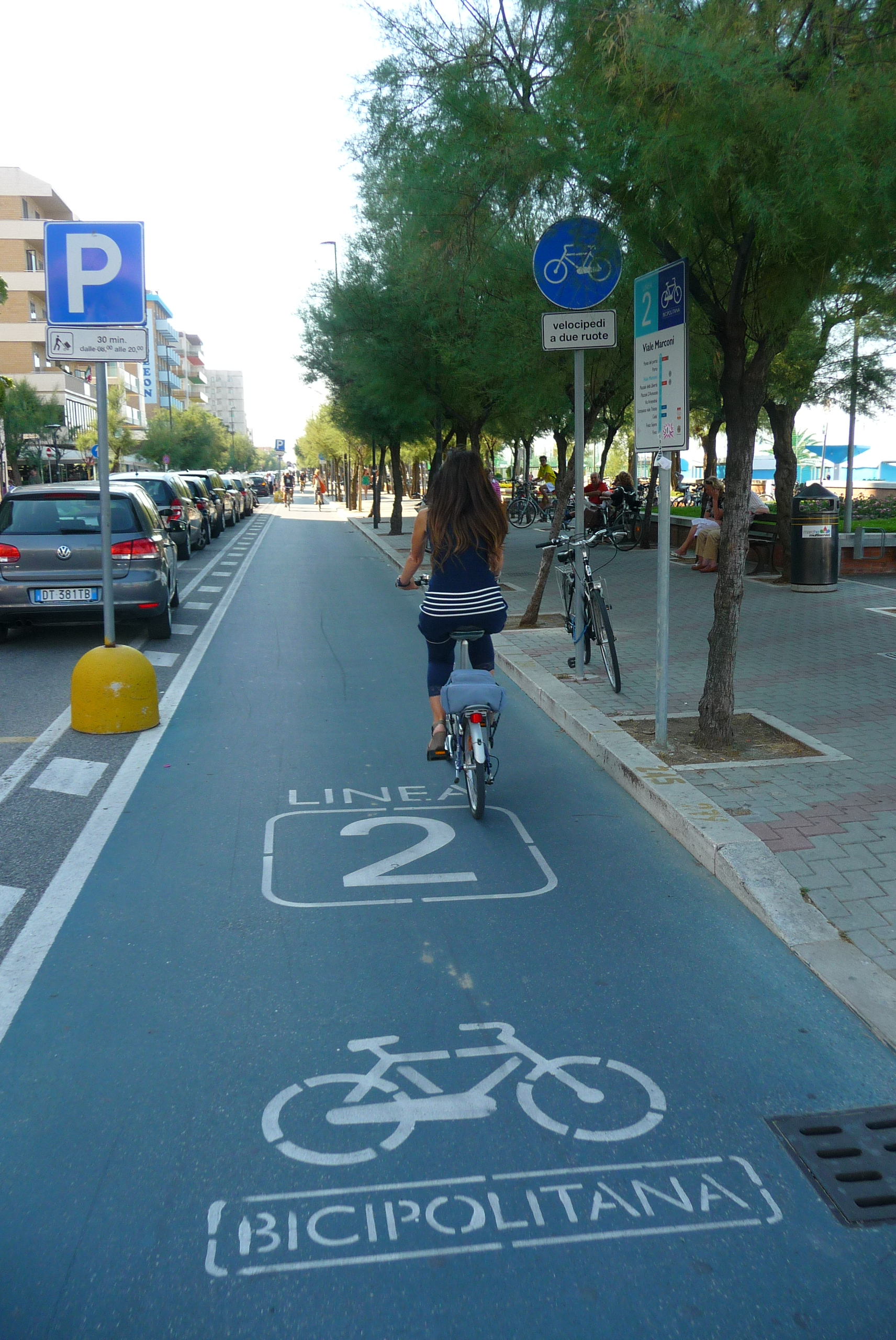
Il ramo n. 2 (Linea Azzurra) della Bicipolitana di Pesaro, coincidente con la Ciclovia Adriatica.

Sul lungomare di Pesaro è già in funzione il tratto locale della Ciclovia Adriatica, la lunga pista ciclabile della costa adriatica che, nelle previsioni, collegherà la foce del Po con la Puglia. La Pesaro-Fano (13 km) costituisce il ramo n. 2 della rete locale detta Bicipolitana che al momento si estende per oltre 80 km (con progetto di estensione fino a 100 km). Dal 2015 Pesaro risulta la prima in Italia, a pari merito con Bolzano, nella classifica annuale ABiCi di Legambiente per gli spostamenti urbani in bicicletta, un successo che le ha regalato pertanto il soprannome ufficiale di "Città della Bicicletta", titolo poi applicato sotto tutti cartelli stradali di accesso alla città. La città è stata riconfermata al vertice della classifica, sempre in coppia con Bolzano, anche nel 2016, 2017 e 2018.
L'originale nome di Bicipolitana prende ispirazione dalle reti della metropolitana delle grandi città; ogni ramo della ciclabile pesarese, infatti, è caratterizzata da un numero e da un colore sulla segnaletica, con numerosi cartelli che indicano le "fermate" e gli incroci tra le linee della rete.

### Ferrovie
Pesaro è attraversata dalla ferrovia Bologna-Ancona ed è dotata di una stazione ferroviaria, situata nelle vicinanze del centro storico. Dal punto di vista del trasporto di passeggeri la stazione di Pesaro è servita da sessanta a centoventi treni al giorno, per il trasporto sia regionale che a lunga percorrenza.
La struttura è gestita dalla società Centostazioni, che include le maggiori stazioni italiane.
Nell'estate del 2017 le città di Pesaro e Fano hanno lanciato il progetto di un arretramento della ferrovia adriatica, spostandone il percorso lungo il tracciato dell'autostrada A14 anziché lungo la costa. Il progetto, collegato ad una rete più ampia di interventi infrastrutturali nella zona e sostenuto anche dalla regione Marche, è stato presentato al Ministero dei Trasporti e all'Anas.
A giugno del 2024 in previsione di una futura linea AV per la dorsale adriatica, la regione Marche cancella il vecchio progetto del by-pass e si opta per uno sdoppiamento del traffico ferroviario, lasciando l'attuale linea storica per il traffico regionale e la creazione di una nuova linea più arretrata con caratteristiche AC/AV per il traffico a Lunga Percorrenza/merci, i fondi già stanziati verranno utilizzati sul nuovo progetto. L'AD di Rete Ferroviaria Italiana, Giampiero Strisciuglio annuncia che il nuovo studio di fattibilità per la nuova linea Alta Velocità/Alta Capacità lungo la direttrice Bologna-Lecce verrà presentato a dicembre 2024.

## Amministrazione

### Gemellaggi
- Nanterre[senza fonte]
- Watford[95]
- Rovigno[senza fonte]
- Lubiana[senza fonte]
- Rafah[96][97]
- Keita[senza fonte]
- Qinhuangdao[senza fonte]
- Kakegawa[senza fonte]
- Novi Grad[senza fonte]

## Sport
Tra gli eventi sportivi più significativi tenutisi nella città, nominata Città europea dello Sport per il 2017, le due edizioni del torneo internazionale di tennis della Coppa Davis (nel 1997 e nel 2016), i Mondiali di ginnastica ritmica (2017) svolti per la prima volta in Italia, oltre ai campionati nazionali di ginnastica artistica ospitati ogni anno nella città marchigiana.
Gli sport più diffusi sono la pallacanestro e la pallavolo, con le squadre cittadine presenti nella competizione di massima categoria (Serie A1) per entrambe le discipline.

### Pallacanestro

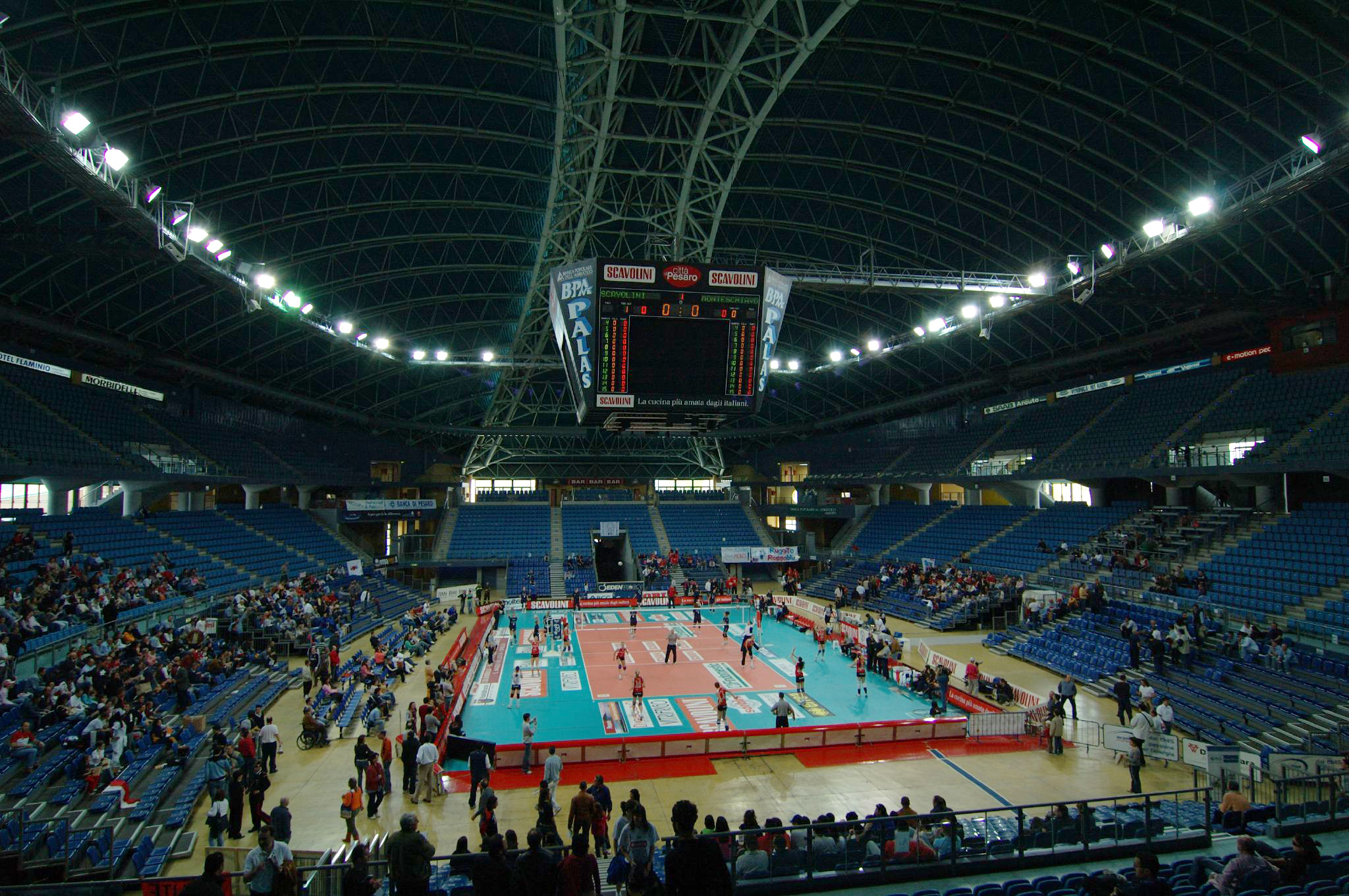
La Vitrifrigo Arena, già Adriatic Arena e BPA Palas.

La Victoria Libertas Pesaro, militante in Serie A, ha vinto due scudetti, due coppe Italia e una Coppa delle Coppe. Le partite in casa vengono giocate nel Vitrifrigo Arena, il palazzo dello sport principale della città e uno tra i più grandi di Italia. Gli allenamenti si svolgono invece nello Scavolini Auditorium, il vecchio palazzetto sportivo della città, per il quale nel 2016 è stato approvato un progetto di completa ristrutturazione.
Nel febbraio del 2020 presso la Vitrifrigo Arena si è svolta la Final Eight di basket.

### Pallavolo
La Robursport Volley Pesaro, squadra campione d'Italia per tre volte consecutive e per due volte vincitrice della coppa CEV, di una Coppa Italia e quattro Supercoppe Italiane, ha cessato ogni tipo di attività al termine della stagione 2012-13, fondendosi con lo Snoopy Volley Pesaro, dando vita ad un nuovo club chiamato Volley Pesaro[2]. Le partite in casa vengono giocate all'interno del PalaCampanara. Nella stagione 2016-2017 la squadra riesce a conquistare la vittoria nel campionato di serie A2 riportando così la squadra nella massima divisione italiana.
In campo maschile invece la squadra principale è la Montesi Pesaro che milita nel campionato di Serie B.

### Motociclismo

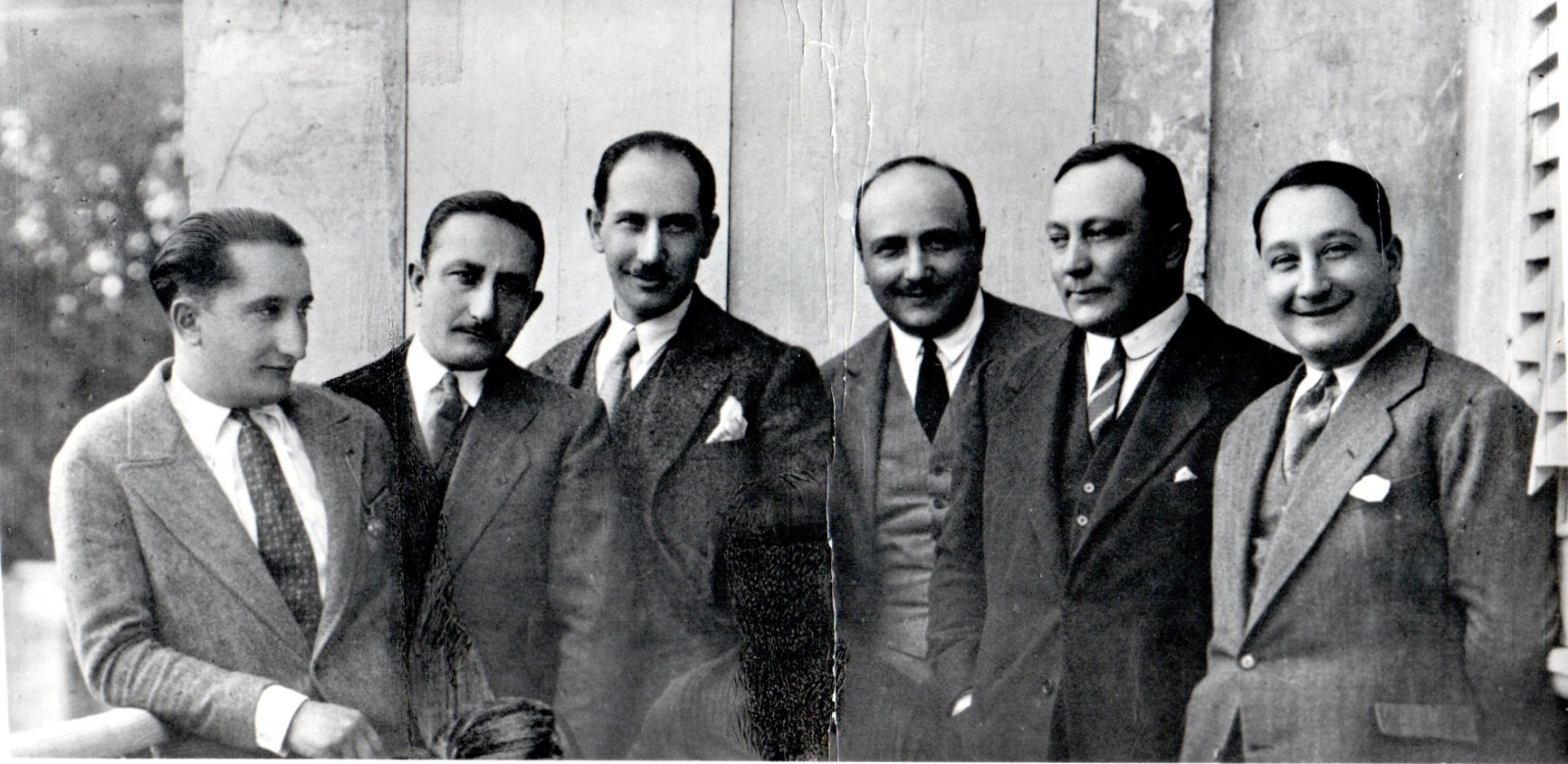
I sei fratelli Benelli. Da sinistra: Tonino, Francesco, Giovanni, Giuseppe, Filippo e Domenico (1929)

La tradizione motociclistica pesarese risale agli inizi del XX secolo, quando nel 1911 nasce la Benelli Moto, fondata da Giuseppe e i suoi cinque fratelli. Da allora il motociclismo diverrà un fenomeno sociale ed economico oltre che sportivo. In una città con una popolazione poco superiore a 30 000 abitanti alla fine degli anni trenta, in Benelli lavoravano circa mille addetti. Fra i due conflitti mondiali Benelli entrerà a far parte del ristretto gruppo delle più grandi case motociclistiche italiane, la cosiddetta "pentarchia", insieme a Bianchi, Gilera, Moto Guzzi e Sertum, quest'ultime tutte appartenenti al distretto industriale lombardo. Tonino, il più giovane dei sei fratelli Benelli, vincerà quattro titoli italiani a cavallo degli anni 20/30 in sella alle moto che portavano il suo stesso nome. Nel dopoguerra nascerà a Pesaro e provincia un vero e proprio distretto motociclistico con la nascita di numerosi marchi, piloti e tecnici.

### Tennis
Dopo aver ospitato già nel 1997 la sfida tra Italia e Spagna ai quarti di finale di Coppa Davis, nel 2016 la città ha ospitato gli ottavi di finale di Coppa Davis, disputata tra le squadre di Italia e Svizzera all'interno dell'Adriatic Arena. e i quarti di finale tra Italia e Argentina, svoltisi nei campi del Tennis Club Baratoff.

### Calcio e Calcio a 5
La principale squadra di calcio cittadina è la Vis Pesaro che, nonostante la sua antica fondazione, non ha mai militato nella massima serie. Nella stagione 2017/18 si è classificata al primo posto del girone F di Serie D ed ha ottenuto, dopo 13 anni, l'accesso alla Serie C.
Moltissime le realtà minori che rappresentano anche le frazioni e disputano i tornei regionali e provinciali marchigiani: in Promozione militano Villa San Martino e Vismara; Pesaro calcio e Santa Veneranda disputano la Prima Categoria; Arzilla, Atletico River Urbinelli, Hellas Pesaro, Muraglia, Usav Pisaurum, Villa Ceccolini giocano in Seconda Categoria; in Terza Categoria calcano i campi di gioco Bedosti, Istituto Educazione Scolastica Dini, Junior Centro Città e Viri Fortes.
La squadra di calcio a 5, la Italservice Calcio a 5, gioca nel campionato di Serie A e si è laureata tre volte campione d'Italia (stagione 2018-19, 2020-21 e 2021-2022).

### Altri sport

#### Rugby
Dalla stagione 2008/2009 il Pesaro Rugby gioca in Serie B e dopo la promozione, dalla stagione 2016/2017 ha debuttato per la prima volta in Serie A.

#### Scherma
Il trattato di scherma del 1610 dal titolo "Gran simulacro dell'arte e dell'uso della scherma di Ridolfo Capoferro di Cagli, Maestro dell'eccelsa nazione alemanna, nell'inclita città di Siena. Dedicato al Serenissimo Sig. Don Federigo Feltrio della Rovere Principe dello Stato d'Urbino", testimonia l'antichità della pratica nel territorio.
Il primo gennaio 1953 il C.O.N.I. procede alla prima affiliazione delle società schermistiche italiane.
Attualmente la società ha la denominazione di A.S.D. Club Scherma Pesaro

#### Football americano
La squadra cittadina di football americano è quella degli Angels Pesaro, che partecipano nella serie B del campionato italiano di football americano.

#### Pallanuoto
La U.S.D. Pallanuoto Pesarese, fondata nel 1999, per la sua prima volta vincitrice del campionato di serie C (2010-2011) accedendo alla serie B. Partecipa al campionato di Serie C.

#### Pattinaggio
Da febbraio 2016 si disputano all'interno dell'Adriatic Arena i Campionati Italiani Indoor di Pattinaggio Corsa, manifestazione ufficiale FISR.